# Sebastián Álvarez
Sebastián Álvarez Acre (Monterrey, Nuevo León, México; 8 de julio de 2002) es un piloto de automovilismo mexicano. Actualmente compite en la European Le Mans Series y en la IMSA SportsCar Championship.
Actualmente es miembro de la Escudería Telmex.

## Carrera

### Inicios
Álvarez empezó a competir en campeonatos de karting en el 2008, logrando ganar varios campeonatos como el Copa Sierra Esmeralda o la Super Karts Cup.

### Fórmula 4
Álvarez pasaría a los campeonatos de monoplazas en el Campeonato de F4 Británica con Double R Racing, en el 2018, logrando un duodécimo lugar en la clasificación general, al año siguiente, Álvarez volvería a competir en el mismo campeonato y con el mismo equipo al año siguiente, logando ser subcampeón de la categoría con 5 victorias y 19 podios.

## Resumen de carrera
| Temporada | Categoría                             | Equipo                    | Carreras | Victorias | Poles | VR | Podios | Puntos | Pos. |
| --------- | ------------------------------------- | ------------------------- | -------- | --------- | ----- | -- | ------ | ------ | ---- |
| 2018      | Campeonato de F4 Británica            | Double R Racing           | 30       | 0         | 0     | 0  | 0      | 38     | 12.º |
| 2019      | Campeonato de F4 Británica            | Double R Racing           | 30       | 5         | 3     | 5  | 19     | 407    | 2.º  |
| 2021      | Campeonato GB3                        | Hitech Grand Prix         | 24       | 1         | 1     | 0  | 2      | 290    | 8.º  |
| 2021      | Eurofórmula Open                      | Double R Racing           | 3        | 0         | 0     | 0  | 0      | 0      | NC†  |
| 2022      | Asian Le Mans Series - LMP3           | DKR Engineering           | 4        | 1         | 4     | 2  | 1      | 41     | 6.º  |
| 2022      | European Le Mans Series - LMP3        | DKR Engineering           | 6        | 0         | 0     | 0  | 2      | 60     | 3.º  |
| 2023      | Asian Le Mans Series - LMP3           | 360 Racing                | 4        | 0         | 0     | 0  | 0      | 4      | 14.º |
| 2023      | European Le Mans Series - LMP2 Pro-Am | DKR Engineering           | 6        | 0         | 0     | 0  | 0      | 32     | 12.º |
| 2023      | IMSA SportsCar Championship - LMP3    | MRS GT-Racing             | 1        | 0         | 0     | 0  | 0      | 0      | NC†  |
| 2024      | European Le Mans Series - LMP2        | Inter Europol Competition | 6        | 1         | 0     | 0  | 2      | 81     | 2.º  |
| 2024      | IMSA SportsCar Championship - LMP2    | DragonSpeed               | 1        | 0         | 0     | 0  | 0      | 543    | 32.º |
| 2024      | IMSA SportsCar Championship - LMP2    | Tower Motorsports         | 1        | 0         | 0     | 0  | 0      | 543    | 32.º |
| 2024      | Ultimate Cup Series - Proto NP02      | Cogemo Racing Team        | 1        | 0         | 0     | 0  | 0      | 0.5    | 53.º |
| Fuente:   |                                       |                           |          |           |       |    |        |        |      |

## Resultados

### Campeonato GB3
(Clave) (negrita indica pole position) (cursiva indica vuelta rápida)

| Año  | Equipo            | 1   | 1   | 1   | 2   | 2   | 2   | 3   | 3   | 3   | 4   | 4   | 4   | 5   | 5   | 5   | 6   | 6   | 6   | 7   | 7   | 7   | 8   | 8   | 8   | Pos. | Puntos |
| ---- | ----------------- | --- | --- | --- | --- | --- | --- | --- | --- | --- | --- | --- | --- | --- | --- | --- | --- | --- | --- | --- | --- | --- | --- | --- | --- | ---- | ------ |
| 2021 | Hitech Grand Prix | BRH | BRH | BRH | SIL | SIL | SIL | DON | DON | DON | SPA | SPA | SPA | SNE | SNE | SNE | SIL | SIL | SIL | OUL | OUL | OUL | DON | DON | DON | 8.º  | 290    |
| 2021 | Hitech Grand Prix | 11  | 8   | Ret | 6   | 12  | 81  | 10  | 9   | 9   | 7   | 6   | 15  | 4   | 1   | 46  | 16  | 16  | 35  | 9   | 14  | 51  | Ret | 8   | 711 | 8.º  | 290    |

### European Le Mans Series
(Clave) (negrita indica pole position) (cursiva indica vuelta rápida)

| Año   | Escudería       | Clase | Automóvil          | 1     | 2     | 3     | 4     | 5     | 6     | Pos. | Puntos |
| ----- | --------------- | ----- | ------------------ | ----- | ----- | ----- | ----- | ----- | ----- | ---- | ------ |
| 2022  | DKR Engineering | LMP3  | Duqueine M30 - D08 | LEC 9 | IMO 5 | MNZ 8 | BAR 2 | SPA 2 | ALG 6 | 3.º  | 60     |
| 2023* | DKR Engineering | LMP2  | Oreca 07           | BAR 5 | LEC   | ARA   | SPA   | ALG   | ALG   | 5.º* | 10*    |

- * Temporada en progreso.